# Stuart (Virginie)
Pour les articles homonymes, voir Stuart.
La ville américaine de Stuart est le siège du comté de Patrick, dans l’État de Virginie. Lors du recensement de 2010, sa population s’élevait à 1 408 habitants.

## Source
- (en) Cet article est partiellement ou en totalité issu de l’article de Wikipédia en anglais intitulé « Stuart, Virginia » (voir la liste des auteurs).